# John Vanbiesbrouck
John Vanbiesbrouck (Detroit, Michigan, 1963. szeptember 4. –) amerikai jégkorongozó, kapus, az NHL történetének egyik legjobb hokisa.